# Gelis tenellus
Gelis tenellus là một loài tò vò trong họ Ichneumonidae.